# Gavīzleh
Gavīzleh (persiska: گویزله) är en ort i Iran.   Den ligger i provinsen Kurdistan, i den nordvästra delen av landet, 500 km väster om huvudstaden Teheran. Gavīzleh ligger 1 547 meter över havet och antalet invånare är 237.
Terrängen runt Gavīzleh är kuperad.Runt Gavīzleh är det ganska tätbefolkat, med 93 invånare per kvadratkilometer. Närmaste större samhälle är Bāneh, 10,3 km öster om Gavīzleh. Trakten runt Gavīzleh består till största delen av jordbruksmark.